# Marueta
El poble Maku viu en una tribu anomenada Marueta, en la riba aquest del riu Orinoco, entre els rius Ventuari i Cunucuniúma, al sud de l'àrea Piaroa, a Veneçuela. Són una de diverses de les tribus anomenades "Maco" pels arahuacs. El Maku es considera un dialecte del Piaroa, i amb un grup ètnic de 345 membres per a 2008, és considerat com un llengua amenaçada.